# Petr Pokorný

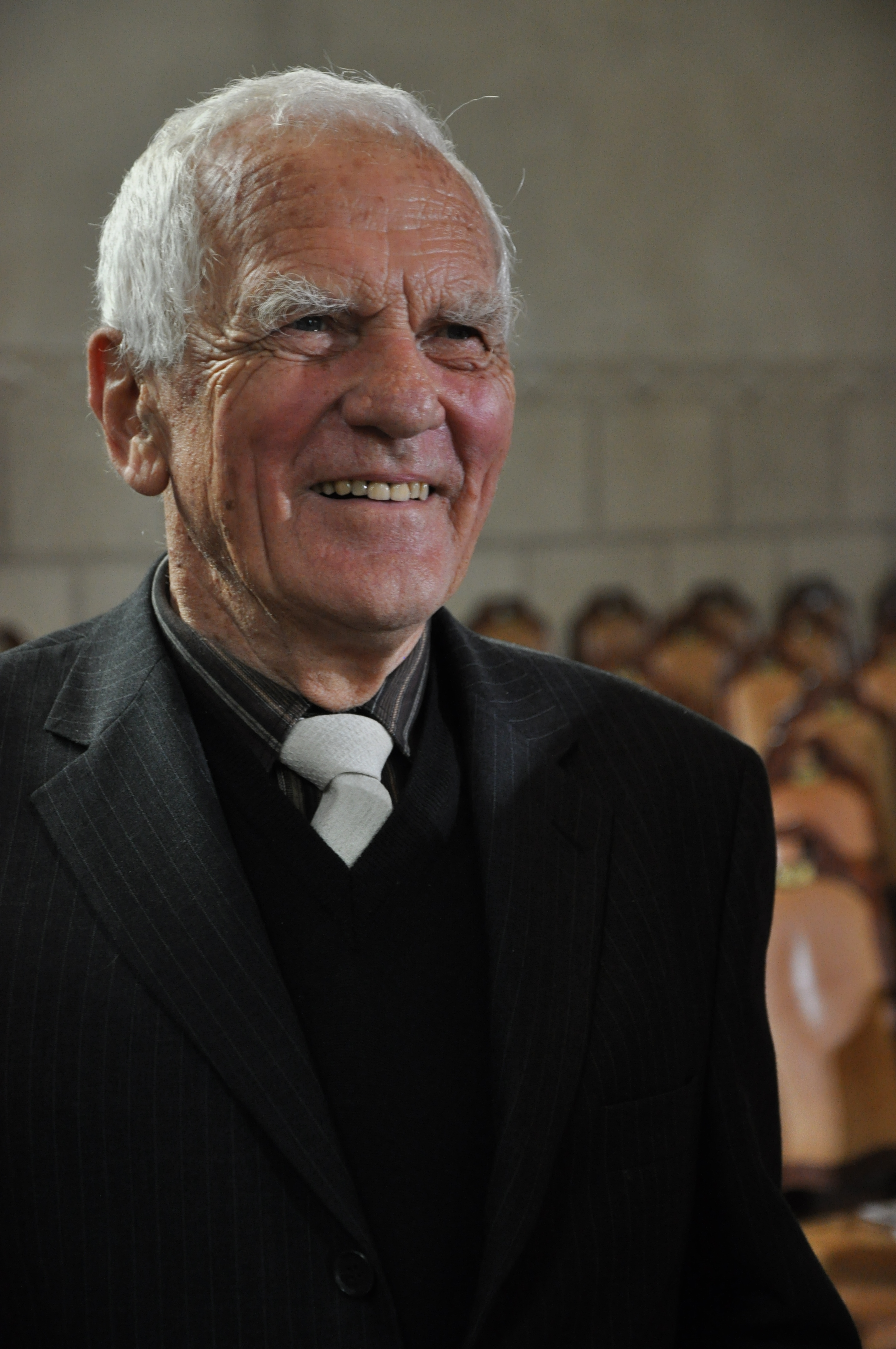
Petr Pokorný (2014)

Petr Pokorný (* 21. April 1933 in Brünn; † 18. Januar 2020 in Prag) war Professor der Theologie und Spezialist für das Neue Testament. Er war Professor beim Lehrstuhl Neues Testament der Evangelisch-Theologischen Fakultät der Karls-Universität Prag. Außerdem bekleidete er das Amt des Direktors am Zentrum für biblische Studien an der Akademie der Wissenschaften der Tschechischen Republik.

## Leben
Petr Pokorný besucht zwischen 1939 und 1951 die allgemeinbildende Schule und das altsprachliche Gymnasium in Brünn und macht Abitur in Prag. Von 1951 bis 1955 studiert er in Prag evangelische Theologie, es folgen zwei Jahre Militärdienst. Seit 1955 versah er kirchlichen Dienst in der Evangelischen Kirche der Böhmischen Brüder (tschechisch: Českobratrské církvi evangelické), zuerst als Vikar im Prager Stadtteil Vinohrady, dann als Pfarrer im Stadtteil Vršovice. 1963 promovierte er zum Doktor der Theologie, es folgte 1964 ein Studienaufenthalt in Oxford. 1967 habilitierte er sich im Fach Bibelwissenschaft – Neues Testament in Prag und lehrte als Dozent an der Universität Greifswald. Seit 1968 lehrte er an der evangelischen Fakultät der Karls-Universität zuerst als Assistent, seit 1970 als Dozent, seit 1972 als Professor. 1993 promovierte er im Fach Geschichte auf dem Spezialgebiet griechische Literatur. Von 1990 bis 2005 leitete er den Lehrstuhl Neues Testament, 1990 bis 1996 war er Prodekan, 1996 bis 1999 Dekan der Fakultät. Er war korrespondierendes Mitglied der Akademie der Wissenschaften zu Göttingen.
Pokorný hielt 1960 für die „Junge Christliche Friedenskonferenz“ zusammen mit einem bundesdeutschen und einem polnischen Theologen eine Bibelarbeit. Er war Mitglied der Christlichen Friedenskonferenz, an deren V. Allchristlichen Friedensversammlung 1978 in Prag er mitarbeitete.
Seit 1961 war Petr Pokorný verheiratet mit Vera Kellerová, er hatte drei Töchter und einen Sohn. Eine seiner Töchter ist die tschechische Historikerin Kateřina Čapková.

## Werke (in deutscher Sprache)
- Kirchenstruktur und Weltverantwortung (Evangelische Zeitstimmen 57). H. Reich, Hamburg-Bergstedt 1971
- Dein ist das Reich und die Kraft und die Herrlichkeit. World Alliance of Reformed Churches, Genf 1981
- Eros in der Gnosis, Eschatologie in der Gnosis, Pneuma. In W. Beltz (Hrsg.): Lexikon der letzten Dinge Pattloch, Augsburg 1993
- Pseudepigraphie I, Altes und Neues Testament. In Theologische Realenzyklopädie, Bd. XXVII (1997) Seite 645–655
- Der Brief des Paulus an die Kolosser, Evangelische Verlags-Anstalt, Berlin 1987, ISBN 3-374-00350-8
- Der Brief des Paulus an die Epheser, Evangelische Verlags-Anstalt, Berlin 1992, ISBN 3-374-01389-9
- Theologie der lukanischen Schriften, Vandenhoeck&Ruprecht, Goettingen 1998, ISBN 3-525-53861-8
- Einleitung in das Neue Testament. Seine Literatur und Theologie im Überblick (mit Ulrich Heckel), Tübingen 2007, ISBN 978-3-16-148011-9